# Herrarnas 200 meter medley vid världsmästerskapen i kortbanesimning 2024
Herrarnas 200 meter medley vid världsmästerskapen i kortbanesimning 2024 avgjordes den 10 december 2024 i Donau Arena i Budapest i Ungern.
Guldet togs av amerikanske Shaine Casas efter ett lopp på 1 minut och 49,51 sekunder, vilket blev ett nytt mästerskapsrekord. Silvret togs av italienske Alberto Razzetti och bronset togs av kanadensiske Finlay Knox.

## Rekord
Inför tävlingens start fanns följande världs- och mästerskapsrekord:
|                   | Namn          | Nation    | Tid     | Ort               | Datum            |
| ----------------- | ------------- | --------- | ------- | ----------------- | ---------------- |
| Världsrekord      | Léon Marchand | Frankrike | 1.48,88 | Singapore         | 1 november 2024  |
| Mästerskapsrekord | Ryan Lochte   | USA       | 1.49,63 | Istanbul, Turkiet | 14 december 2012 |

Följande nya rekord noterades under mästerskapet:
| Datum       | Omgång | Namn         | Nationalitet | Tid     | Rekord |
| ----------- | ------ | ------------ | ------------ | ------- | ------ |
| 10 december | Final  | Shaine Casas | USA          | 1.49,51 | 0NR0   |

## Resultat

### Försöksheat
Försöksheaten startade klockan 11:01.
| Placering | Heat | Bana | Namn                      | Nationalitet                 | Tid     | Noteringar |
| --------- | ---- | ---- | ------------------------- | ---------------------------- | ------- | ---------- |
| 1         | 6    | 7    | Shaine Casas              | USA                          | 1.51,52 | 0Q0        |
| 2         | 6    | 5    | Alberto Razzetti          | Italien                      | 1.52,21 | 0Q0        |
| 3         | 4    | 7    | Finlay Knox               | Kanada                       | 1.52,24 | 0Q0        |
| 4         | 4    | 2    | Carson Foster             | USA                          | 1.52,59 | 0Q0        |
| 5         | 5    | 4    | Daiya Seto                | Japan                        | 1.53,20 | 0Q0        |
| 6         | 4    | 4    | Ilja Borodin              | Neutral Athletes B           | 1.53,30 | 0Q0        |
| 7         | 4    | 5    | Berke Saka                | Turkiet                      | 1.53,43 | 0Q0, 0NR0  |
| 8         | 5    | 3    | David Schlicht            | Australien                   | 1.53,55 | 0Q0        |
| 9         | 4    | 8    | Max Litchfield            | Storbritannien               | 1.53,63 | R          |
| 10        | 4    | 9    | Tristan Jankovics         | Kanada                       | 1.53,81 | R          |
| 11        | 5    | 6    | Leonardo Coelho Santos    | Brasilien                    | 1.54,51 |            |
| 12        | 5    | 5    | Aleksej Sudarev           | Neutral Athletes B           | 1.54,88 |            |
| 13        | 5    | 8    | Gábor Zombori             | Ungern                       | 1.54,93 |            |
| 14        | 6    | 6    | Huang Zhiwei              | Kina                         | 1.55,00 |            |
| 15        | 6    | 0    | Dominik Török             | Ungern                       | 1.55,06 |            |
| 16        | 3    | 7    | Munzer Kabbara            | Libanon                      | 1.55,31 |            |
| 17        | 5    | 2    | Vadym Naumenko            | Ukraina                      | 1.55,35 |            |
| 18        | 6    | 1    | Jakub Bursa               | Tjeckien                     | 1.55,43 | 0NR0       |
| 19        | 3    | 0    | Samuel Törnqvist          | Sverige                      | 1.55,53 |            |
| 20        | 6    | 2    | Robert Badea              | Rumänien                     | 1.55,67 |            |
| 21        | 4    | 1    | Apostolos Papastamos      | Grekland                     | 1.55,90 |            |
| 22        | 3    | 5    | Cedric Büssing            | Tyskland                     | 1.56,11 |            |
| 23        | 4    | 6    | Ronny Brännkärr           | Finland                      | 1.56,18 |            |
| 24        | 3    | 4    | Jaouad Syoud              | Algeriet                     | 1.56,36 | 0NR0       |
| 25        | 4    | 3    | He Yubo                   | Kina                         | 1.57,52 |            |
| 26        | 3    | 6    | Patrick Groters           | Aruba                        | 1.57,61 | 0NR0       |
| 27        | 3    | 1    | Erick Gordillo            | Guatemala                    | 1.58,03 |            |
| 28        | 5    | 7    | Kim Min-suk               | Sydkorea                     | 1.58,17 |            |
| 29        | 2    | 4    | Matheo Mateos             | Paraguay                     | 1.58,18 | 0NR0       |
| 30        | 6    | 8    | Jakub Poliačik            | Slovakien                    | 1.58,70 |            |
| 31        | 2    | 5    | Kristaps Miķelsons        | Lettland                     | 1.58,80 |            |
| 32        | 2    | 6    | Oliver Durand             | Namibia                      | 1.59,26 |            |
| 33        | 3    | 9    | Juraj Barčot              | Kroatien                     | 1.59,47 |            |
| 34        | 5    | 1    | Samuel Lewis Brown        | Nya Zeeland                  | 1.59,55 |            |
| 35        | 6    | 9    | Kian Keylock              | Sydafrika                    | 1.59,69 |            |
| 36        | 5    | 0    | Birnir Freyr Hálfdánarson | Island                       | 2.00,54 |            |
| 37        | 4    | 0    | Belhassen Ben Miled       | Tunisien                     | 2.00,75 |            |
| 38        | 3    | 8    | Jarod Arroyo              | Puerto Rico                  | 2.01,01 |            |
| 39        | 2    | 2    | Sam Williamson            | Bermuda                      | 2.01,07 |            |
| 40        | 2    | 3    | Ardi Azman                | Singapore                    | 2.01,41 |            |
| 40        | 3    | 3    | Tan Khai Xin              | Malaysia                     | 2.01,41 |            |
| 42        | 3    | 2    | Mohamed Mahmoud           | Qatar                        | 2.01,42 |            |
| 43        | 5    | 9    | Wang Hsing-hao            | Taiwan                       | 2.01,59 |            |
| 44        | 1    | 3    | Matin Balsini             | Flyktinglaget                | 2.03,02 |            |
| 45        | 1    | 4    | Adam Chillingworth        | Hongkong                     | 2.03,45 |            |
| 46        | 2    | 8    | Adnan Al-Abdallat         | Jordanien                    | 2.07,05 |            |
| 47        | 2    | 7    | Kaeden Gleason            | Amerikanska Jungfruöarna     | 2.07,96 |            |
| 48        | 2    | 1    | Israel Poppe              | Guam                         | 2.11,02 |            |
| 49        | 1    | 5    | Leo Nzimbi                | Centralafrikanska republiken | 2.26,52 |            |
| 50        | 6    | 3    | Carles Coll               | Spanien                      | 0DNS0   | 0DNS0      |
| 50        | 6    | 4    | Noè Ponti                 | Schweiz                      | 0DNS0   | 0DNS0      |

### Final
Finalen startade klockan 18:11.
| Placering | Bana | Namn             | Nationalitet       | Tid     | Noteringar |
| --------- | ---- | ---------------- | ------------------ | ------- | ---------- |
| 1         | 4    | Shaine Casas     | USA                | 1.49,51 | 0MR0, 0AR0 |
| 2         | 5    | Alberto Razzetti | Italien            | 1.50,88 |            |
| 3         | 3    | Finlay Knox      | Kanada             | 1.50,90 |            |
| 4         | 6    | Carson Foster    | USA                | 1.51,32 |            |
| 5         | 8    | David Schlicht   | Australien         | 1.52,81 |            |
| 6         | 7    | Ilja Borodin     | Neutral Athletes B | 1.52,87 |            |
| 7         | 1    | Berke Saka       | Turkiet            | 1.53,29 | 0NR0       |
| 8         | 2    | Daiya Seto       | Japan              | 1.54,01 |            |